# Feliksówka (Tarnawa-Góra)
Feliksówka – przysiółek wsi Tarnawa-Góra w Polsce, położony w województwie świętokrzyskim, w powiecie włoszczowskim, w gminie Moskorzew.
W latach 1975–1998 przysiółek administracyjnie należała do województwa częstochowskiego.